# 1. планинска дивизија (Немачка)
1. планинска дивизија (1. Gebirgsdivision) је једна од многобројних дивизија у Немачкој. Седиште ове дивизије је у Гармиш-Партенкирхену. Командант је генералмајор Ферштен Лал. Марш који припада овој јединици је Кајзерјегермарш (Kaiserjägermarsch). Ову планинску дивизију сачињавају многобројне бригаде, као што су: 22. планинска ловачка бригада , 23. планинска ловачка бригада , 24. панцербригада . Постојала је од новембра 1956 до септембра 2001.
Јединица је основана 1. јуна 1940.